# Норман Піч
Норман Піч (англ. Norman Peach; 29 березня 1889 — 12 серпня 1974) — колишній новозеландський тенісист.
Найвищим досягненням на турнірах Великого шолома був фінал в парному розряді.
Завершив кар'єру 1935 року.

## Фінали турнірів Великого шолома

### Парний розряд (1 поразка)
| Поразка | Рік  | Турнір                | Покриття | Партнер         | Суперники                    | Рахунок             |
| ------- | ---- | --------------------- | -------- | --------------- | ---------------------------- | ------------------- |
| Поразка | 1922 | Чемпіонат Австралазії | Трава    | Джеймс Андерсон | Джон Гоукс Джералд Паттерсон | 10–8, 0–6, 0–6, 5–7 |